# Deutsche Gesellschaft für Osteologie
Die Deutsche Gesellschaft für Osteologie e.V. (DGO) versteht sich als eine interdisziplinäre Plattform für Ärzte, Naturwissenschaftler, Ingenieure und alle anderen Spezialisten, die mit der Erforschung der Funktion des Organs Knochen sowie der Erkennung und Behandlung von Erkrankungen des Skelettsystems befasst sind. Sie ist Mitglied der Arbeitsgemeinschaft der Wissenschaftlichen Medizinischen Fachgesellschaften (AWMF).
Die DGPMR beteiligt sich am AWMF-Leitlinienprogramm. In diesem Rahmen wurden medizinische Leitlinien in Beteiligung an Projekten anderer Fachgesellschaften entwickelt.
Die Gesellschaft ist Mitglied des Dachverbandes deutschsprachiger osteologischer Gesellschaften (DVO).

## Aktivitäten und Veranstaltungen
Die Ziele der Gesellschaft sollen erreicht werden unter anderem durch
Arbeitsgruppen und Projekte, Mitarbeit an Leitlinien Fachgebiet, durch die Erarbeitung von Positionspapier sowie durch die Etablierung von Curricula in der studentischen und ärztlichen Lehre und Fort-/Weiterbildung.
Die DGO bietet ein Forum für die Präsentation von Versuchsergebnissen und Therapieansätzen und deren fachübergreifende Diskussion, indem sie jährliche Tagungen veranstaltet.

## Publikationsorgan und Veröffentlichungen
Die Zeitschrift Osteologie im Thieme-Verlag ist offizielles Organ der Gesellschaft.
Die Gesellschaft veröffentlicht Stellungnahmen zu Vorgehensweisen, Maßnahmen und Standards in ihrem Fachgebiet.
Das Gesundheitsinformationsangebot PRM Übungsprogramme richtet sich an die Öffentlichkeit.

## Ehrungen und Auszeichnungen
Die Gesellschaft verleiht Auszeichnungen für hervorragende Leistungen auf ihrem Fachgebiet. Sie kann Personen, die sich um die Osteologie besonders verdient gemacht haben, zu Ehrenmitgliedern ernennen.
- Copp-Preis für wegweisende Arbeiten auf dem Gebiet der Osteologie, benannt nach dem Entdecker des Calcitonins, dem kanadischen Wissenschaftler Harold Copp.[13]
- Erwin-Uehlinger Medaille für besondere Verdienste auf dem Gebiet der theoretischen oder klinischen Osteologie in Wissenschaft und Praxis, benannt nach dem Züricher Pathologen Erwin Uehlinger.[14]

### Ehrenmitglieder
- Klaus Abendroth, Jena
- Friedrich Heuck, Stuttgart
- E. Hässler, Jena
- S. Hawelka, Prag
- V. Horn, Brünn
- Hans Jesserer, Wien
- Elmar Keck, Wiesbaden
- Hans-Peter Kruse, Hamburg[15]
- Friedrich Kuhlencordt, Hamburg[16]
- Hans-Georg Willert, Göttingen

## Geschichte
Die Deutsche Gesellschaft für Osteologie wurde 1984 in Düsseldorf von zwölf in verschiedenen Fachgebieten tätigen Osteologen gegründet. Seit 1987 ist die Gesellschaft Mitglied der AWMF.